# Amphiacusta
Amphiacusta är ett släkte av insekter. Amphiacusta ingår i familjen syrsor.

## Dottertaxa tillAmphiacusta, i alfabetisk ordning[1]
- Amphiacusta abatos
- Amphiacusta aetheria
- Amphiacusta annosa
- Amphiacusta annulipes
- Amphiacusta apoplanos
- Amphiacusta azteca
- Amphiacusta bahamensis
- Amphiacusta barbadense
- Amphiacusta caicosensis
- Amphiacusta caraibea
- Amphiacusta cavicola
- Amphiacusta chledos
- Amphiacusta cinctipes
- Amphiacusta cubensis
- Amphiacusta dapanera
- Amphiacusta diaphoros
- Amphiacusta digrediens
- Amphiacusta dimalea
- Amphiacusta dissimilis
- Amphiacusta doi
- Amphiacusta domingensis
- Amphiacusta dominica
- Amphiacusta epiphlebos
- Amphiacusta ergatikos
- Amphiacusta eritheles
- Amphiacusta evides
- Amphiacusta exacerbans
- Amphiacusta expansa
- Amphiacusta extenta
- Amphiacusta fascinans
- Amphiacusta ficticia
- Amphiacusta fuscicornis
- Amphiacusta gnisdara
- Amphiacusta grandis
- Amphiacusta grenauta
- Amphiacusta haitiana
- Amphiacusta haitianella
- Amphiacusta haitiensis
- Amphiacusta henrymorgani
- Amphiacusta hespera
- Amphiacusta hispaniolae
- Amphiacusta hyperphobos
- Amphiacusta iviei
- Amphiacusta kittsia
- Amphiacusta lares
- Amphiacusta macrosceles
- Amphiacusta mingodo
- Amphiacusta minima
- Amphiacusta minor
- Amphiacusta mona
- Amphiacusta mythica
- Amphiacusta nauta
- Amphiacusta negrila
- Amphiacusta nesiotes
- Amphiacusta nesioticos
- Amphiacusta obstipa
- Amphiacusta ominosa
- Amphiacusta opsia
- Amphiacusta oudais
- Amphiacusta paradoxos
- Amphiacusta pavida
- Amphiacusta periphanes
- Amphiacusta piratica
- Amphiacusta pomierense
- Amphiacusta pronauta
- Amphiacusta renodis
- Amphiacusta rica
- Amphiacusta ridapoa
- Amphiacusta robusta
- Amphiacusta ruizi
- Amphiacusta saba
- Amphiacusta salticus
- Amphiacusta sanctaecrucis
- Amphiacusta sardineroi
- Amphiacusta sidranga
- Amphiacusta sincerus
- Amphiacusta spectrum
- Amphiacusta strena
- Amphiacusta sylvatica
- Amphiacusta tachydromos
- Amphiacusta taracte
- Amphiacusta tijicohniae
- Amphiacusta tolteca
- Amphiacusta ultima
- Amphiacusta variegata
- Amphiacusta vespera
- Amphiacusta viequense
- Amphiacusta vigens